# Sheena Liam
Sheena Liam Yue Sheen (caratteri cinesi: 粘悦馨; pinyin: Nián Yuèxīn; Subang Jaya, 7 maggio 1991) è una modella, scrittrice e artista malaysiana di etnia cinese, vincitrice della seconda edizione del talent show Asia's Next Top Model.
Appena dopo la vittoria nello show, ha ottenuto un contratto preliminare di tre mesi con l'agenzia di management londinese Storm Model Agency, il cui contratto è stato esteso ad un anno grazie al numero di lavori ottenuti. Come vincitrice di Asia's Next Top Model, Sheena ha vinto la possibilità di essere fotografata per due copertina della rivista Harper's Bazaar, per le edizioni singaporiana e malese del mese di maggio 2014. Ha vinto anche un premio monetario di 50 000SGD ed un'automobile Subaru XV. A livello pubblicitario, è diventata la portavoce della campagna pubblicitaria del 2014 del marchio asiatico di prodotti per capelli TRESemmé.
Sheena è rappresentata dalle agenzie Evenstar Management in Malaysia, Storm Model Agency a Londra, Hollywood Model Management a Los Angeles, Metropolitan Model Management a Parigi e Muse Models a New York.

## Biografia
Liam ha iniziato a comparire di fronte alle telecamere all'età di 12 anni, quando ha partecipato come comparsa ad alcuni show televisivi nazionali. Questi piccoli ruoli iniziali hanno preparato la sua carriera da modella per degli spot pubblicitari televisivi e, successivamente, degli editoriali per l'edizione nazionale della rivista Seventeen, all'età di 15 anni. La carriera sulle passerelle, invece, è iniziata per caso aiutando amiche a preparare esami per la Scuola di Moda e Design. Nel 2010, all'età di 18 anni, Sheena ha vinto una competizione per modelli, grazie alla quale ha ottenuto l'attenzione dell'ex-modella e istruttrice di moda malaysiana Amber Chia.

## Asia's Next Top Model
Sheena è stata scelta come rappresentante della Malaysia nella seconda edizione del talent show Asia's Next Top Model, insieme alla 23enne di Pahang Josephine Tan. Durante il programma, la modella ha menzionato che il motivo per cui ha scelto di decolorare i propri capelli fino ad averli biondo platino è per tributo alla sua ispirazione professionale, la modella sudcoreana morta suicida Daul Kim.
Prima di vincere la competizione, ha sfilato per numerose passerelle in tutto il Sudest asiatico, in particolare Zakwan Anuar, Asha By Asraf Isa, TRESemmé Indonesia, Beatrice Looi, Denny Wirawan, Sofyan Kwan, Mel Ahyar, Sapto, Staccato e PU3; è apparsa in editoriali per diverse riviste di moda pubblicate nel Sudest asiatico, quali Glam Mag Malaysia, Juice Malaysia, KL Lifestyle Malaysia, Grazia Indonesia, InStyle Indonesia e, come già menzionato, Harper's Bazaar Singapore e Malaysia in quanto parte della vincita del talent show. Inoltre, ha partecipato alle campagne dei marchi Naked & Co., TRESemmé, Street Fashion KL, Tongue in Chic, Bimbo Aswan, Kaer Kazami, Zakwan Anuar, Alexio Y. , Asha By Asraf Isa e Adila Long.

## DopoAsia's Next Top Model
Sheena vive attualmente a Londra. Le maggiori agenzie di moda da cui è rappresentata sono Storm Model Agency di Londra, Metropolitan Models di Parigi e Hollywood Model Management di Los Angeles.
Durante la stagione Primavera/Estate 2014 alla Settimana della moda di Londra, ha partecipato alle passerelle dei designer Fashion East, Mariana Jungmann, Ones To Watch e Simone Rocha.
Nel 2015, invece, ha partecipato alla collezione Autunno/Inverno della Settimana della moda di Singapore, dove ha sfilato per Diane von Fürstenberg.
A livello cartaceo, Sheena è stata scelta per editoriali e photoshoot per le riviste Hong Kong Tatler, The Prestige Hong Kong, The Alchemist, Wylde Magazine UK e City Am - Bespoke Magazine. Ha partecipato anche agli spot pubblicitari cartacei per le linee Haflins Autunno '14, Moxham AW14 Collection e Lisa King London S/S 2015.

## Vita privata
Prima di partecipare ad Asia's Next Top Model, Sheena avrebbe dovuto diventare scrittrice per R.AGE, la piattaforma dedicata ai giovani e al lifestyle della rivista The Star. Nel 2014, la modella ha vinto una competizione di scrittura creativa per l'edizione malese del Reader's Digest, per la quale ha presentato un racconto breve horror.